# Avion à décollage et atterrissage court ou vertical

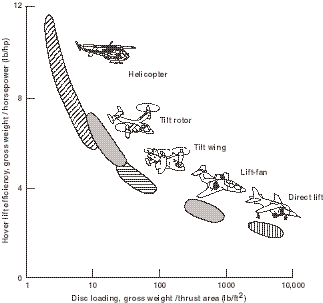
Comparaison de l'efficacité des différentes sortes de décollage vertical (sans tremplin), avantage aux voilures tournantes d'hélicoptères

VSTOL est un acronyme de Vertical or Short Take Off and Landing, utilisée en jargon aéronautique pour désigner les aéronefs à décollage et atterrissage courts ou verticaux comme le Harrier, le V-22 Osprey, les autogires, etc.
En français, l'équivalent de ce terme est « ADAC/V ».